# 트랜스미션 (소프트웨어)
트랜스미션(Transmission)은 C로 개발된, 무료로 제공되는 비트토렌트 클라이언트이다. 트랜스미션은 GPL을 기반으로 하는 자유 소프트웨어다. 트랜스미션은 Qt 버전과 GTK 버전, 그리고 맥 버전이 존재하며 트랜스미션 Qt 버전을 포팅한 윈도우 버전이 나와 있으며, macOS 버전의 경우 젠킨스를 사용하여 실시간 컴파일을 한다.

## 랜섬웨어
2016년 맥용 트랜스미션 파일을 해킹하여 매킨토시 최초의 랜섬웨어를 집어넣는 사례가 처음 목격되었다. 이 랜섬웨어는 OSX.KeRanger 라는 이름을 얻었으며, 사용자에게 1 비트코인을 요구하였다. 나중에 애플은 XProtect에 OSX.KeRanger을 넣었으며, 트랜스미션 측은 이 랜섬웨어를 삭제하는 다른 버전을 올렸다.

## 참조
1. ↑  “4.0.6”. 2024년 5월 30일. 2024년 5월 31일에 확인함.
2. 1 2  https://github.com/transmission/transmission
3. ↑  Chris Welch (2016년 3월 28일). “Transmission, the popular Mac torrent app, is now on Windows”. 더 버지. 2017년 2월 11일에 원본 문서에서 보존된 문서. 2017년 2월 9일에 확인함.
4. ↑  “보관된 사본”. 2017년 4월 19일에 원본 문서에서 보존된 문서. 2017년 2월 9일에 확인함.
5. 1 2  Cyrus Farivar (2016년 3월 7일). “First Mac-targeting ransomware hits Transmission users, researchers say”. 아르스 테크니카. 2017년 2월 11일에 원본 문서에서 보존된 문서. 2017년 2월 9일에 확인함.

## 같이 보기
- 뮤토렌트